# Polyalthia suberosa
Polyalthia suberosa (Roxb.) Thwaites – gatunek rośliny z rodziny flaszowcowatych (Annonaceae Juss.). Występuje naturalnie na Sri Lance, w Indiach, Mjanmie, Tajlandii, Malezji, Singapurze, Laosie, Wietnamie, na Filipinach oraz w południowo-wschodnich Chinach (w prowincjach Guangdong i Hajnan oraz w regionie autonomicznym Kuangsi). 

## Morfologia
PokrójZimozielone małe drzewo lub krzew dorastające do 5 m wysokości. Młode pędy są owłosione.
LiścieMają kształt od podłużnego do podłużnie eliptycznego. Mierzą 5–11 cm długości oraz 2–4 cm szerokości. Blaszka liściowa jest o wierzchołku od tępego do zaokrąglonego. Ogonek liściowy jest owłosiony i dorasta do 2–4 mm długości.
KwiatySą pojedyncze lub zebrane w pary, rozwijają się w kątach pędów lub naprzeciwlegle do liści. Działki kielicha mają owalnie trójkątny kształt, są owłosione od zewnętrznej strony i dorastają do 2–3 mm długości. Płatki mają zielonożółtawą barwę, są owłosione, skórzaste, zewnętrzne mają podłużnie lancetowaty kształt i są rozpostarte, natomiast wewnętrzne są dłuższe (osiągają do 10 mm długości) i wyprostowane. Kwiaty mają owłosione owocolistki.
OwocePojedyncze mają kulisty kształt, zebrane po 10–18 w owoc zbiorowy. Są nagie, osadzone na szypułkach. Osiągają 5 mm średnicy. Mają czerwoną barwę.

## Biologia i ekologia
Rośnie w widnych lasach. Występuje na wysokości do 500 m n.p.m. Kwitnie przez cały rok, natomiast owoce dojrzewają od czerwca do grudnia.